# Johan Lorentz der Jüngere
Johan Lorentz der Jüngere (* um 1610 in Flensburg; † 19. April 1689 in Kopenhagen) war ein Organist und der Sohn des gleichnamigen Orgelbauers. 

## Leben
Er studierte in Norddeutschland und wurde 1629 Organist an der Frauenkirche in Kopenhagen.
Nach einem Studienaufenthalt in Italien wurde er 1634 königlicher Hoforganist und Organist der Kirche St. Nicolas in Kopenhagen. Von 1653 bis 1660 war er Musiklehrer des späteren Königs Christian V.
Seine Orgelkompositionen sind weitgehend verloren gegangen. Überliefert sind einige Sammlungen von Tänzen, Präludien und Airs.
Er starb beim Brand des dänischen Schlosses Amalienborg während einer Opernaufführung im Theater.